# Fågelperspektiv

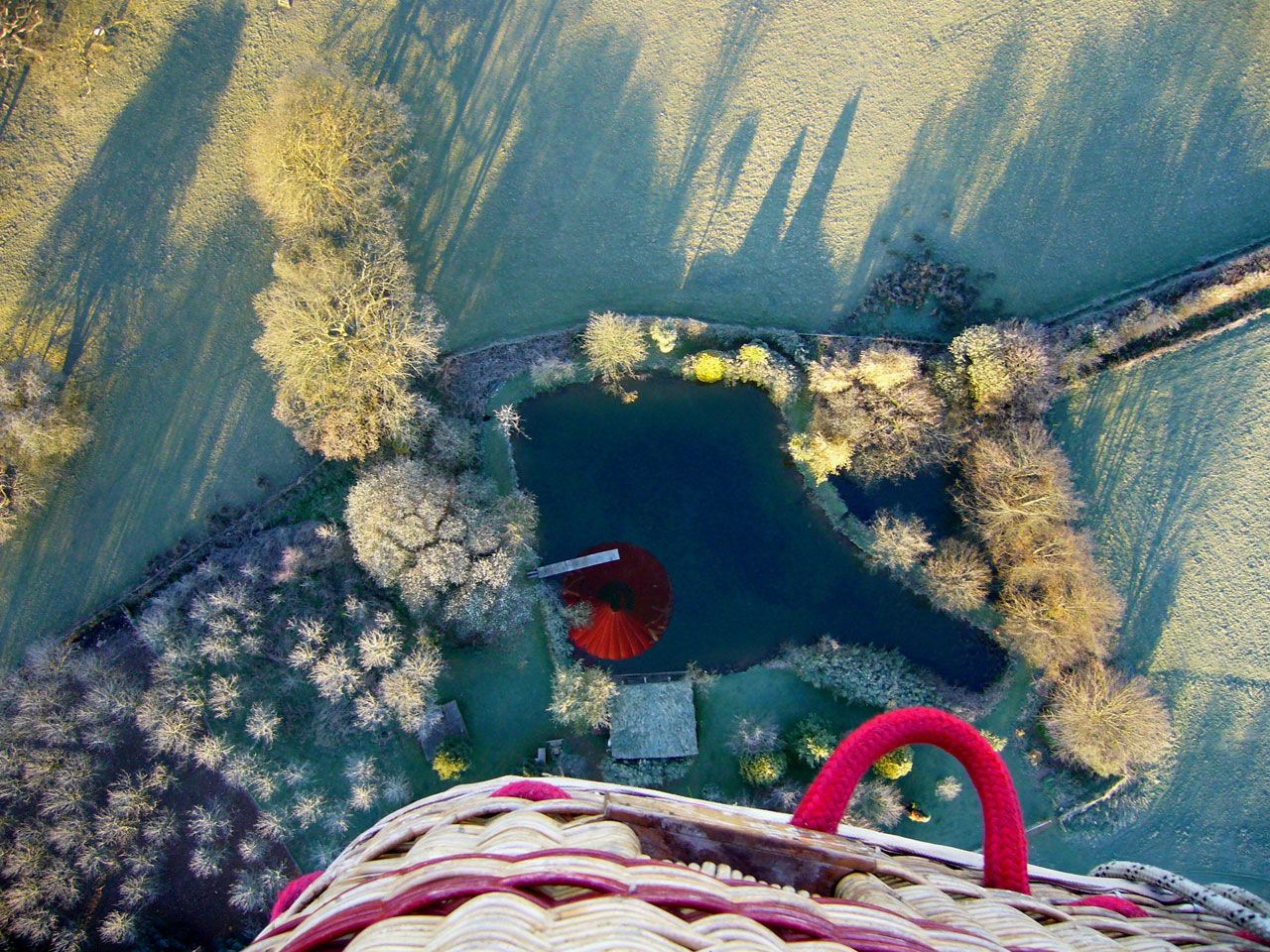
Utsikt i fågelperspektiv från en varmluftsballong.

Fågelperspektiv kallas bilder eller illustrationer skapade ur en sådan vinkel att de är riktade neråt, i likhet med hur en fågel som flyger uppe i luften och tittar nedåt skulle kunna tänkas uppleva sin omvärld. Fågelperspektivet, liksom grodperspektivet, härrör båda från förståelsen av centralperspektivet och ett enpunktsperspektiv. Fågel- och grodperspektiv har tre flyktpunkter och kallas även för trepunktsperspektiv. 